# Phytoliriomyza rieki
Phytoliriomyza rieki este o specie de muște din genul Phytoliriomyza, familia Agromyzidae, descrisă de Spencer în anul 1977. Conform Catalogue of Life specia Phytoliriomyza rieki nu are subspecii cunoscute.